# Chiêu Thiệp Điêu Vĩ
Chiêu Thiệp Điêu Vĩ (tiếng Trung: 昭涉掉尾; bính âm: Zhaoshe Diaowei; ? - 179 TCN), họ kép Chiêu Thiệp, là tướng lĩnh nước Yên thời Hán Sở, khai quốc công thần nhà Tây Hán trong lịch sử Trung Quốc.

## Cuộc đời
Chiêu Thiệp Điêu Vĩ không rõ xuất thân, có khả năng là người Yên gốc Đông Hồ. Cuối thời Tần, Tang Đồ chiếm đất Yên xưng vương, lấy Chiêu Thiệp Điêu Vĩ làm tướng quốc.
Năm 204 TCN, tướng Hán là Hàn Tín đem quân tiêu diệt các nước Ngụy, Đại, Triệu, gửi thư cho Yên vương Tang Đồ chiêu hàng. Tang Đồ thấy quân Hán thế lớn, liền quy phục Hàn Tín.
Năm 203 TCN, Tang Đồ phái tướng Chiêu Thiệp Điêu Vĩ dẫn quân phối hợp với quân Hán đánh Tây Sở Bá vương Hạng Tịch. Năm 204 TCN, thuộc cấp của Chiêu Thiệp Điêu Vĩ là tướng quân Ôn Giới tham gia trận Thành Cao tiêu diệt Tào Cữu. Đô úy dưới trướng là Địch Hu cũng lập được công lao, chiếm được 9 thành của Sở.
Năm 202 TCN, Hán vương tự ý phong Ôn Giới làm quốc tướng nước Yên thay Chiêu Thiệp Điêu Vĩ. Tháng 7 năm 202 TCN, Ôn Giới tố cáo Yên vương Tang Đồ tạo phản. Chiêu Thiệp Điêu Vĩ quy thuận Lưu Bang, dẫn đường cho quân Hán đánh Yên. Lưu Bang nhanh chóng đem quân lên phía bắc, ép Tang Đồ đầu hàng. Yên vương Tang Đồ cùng tướng quân Loan Bố bị bắt, lấy Thái úy Lư Quán làm Yên vương.
Năm 196 TCN, Chiêu Thiệp Điêu Vĩ giữ chức tướng quân, trật 2.000 thạch, thụ phong tước Bình Châu hầu, thực ấp 1.000 hộ. Đất phong ở huyện Bình Châu, có khả năng thuộc tỉnh Sơn Đông ngày nay.
Năm 195 TCN, Yên vương Lư Quán bị tố cáo tạo phản. Tướng quốc nước Yên là Ôn Giới cùng các tướng Chiêu Thiệp Điêu Vĩ, Địch Hu nắm giữ quân quyền, khiến Lư Quán không có biện pháp chống trả, buộc phải chạy sang Hung Nô.
Năm 179 TCN, Chiệp Thiệp Điêu Vĩ chết, thụy Cung hầu. Con trai Chiêu Thiệp Chủng (昭涉種) tập tước.

## Hậu duệ
- Chiêu Thiệp Chủng (昭涉種), con trai của Chiệp Thiệp Điêu Vĩ. Năm 178 TCN, tập tước Bình Châu hầu. Năm 176 TCN, chết, thụy Đái hầu.[3]
- Chiêu Thiệp Tha Nhân (昭涉它人), con trai của Chiệp Thiệp Chủng. Năm 175 TCN, tập tước Bình Châu hầu. Năm 172 TCN, chết, thụy Hoài hầu.[3]
- Chiêu Thiệp Mã Đồng (昭涉馬童), con trai của Chiệp Thiệp Tha Nhân. Năm 171 TCN, tập tước Bình Châu hầu. Năm 143 TCN, chết, thụy Hiếu hầu.[3]
- Chiêu Thiệp Muội (昭涉昧), con trai của Chiệp Thiệp Mã Đồng. Năm 142 TCN, tập tước Bình Châu hầu. Năm 118 TCN, do đi xe vào đường cấm, đất phong bị tước.[3]